# سمپوزیوم بین‌المللی هندسه محاسباتی (SoCG)
سمپوزیوم بین‌المللی هندسه محاسباتی (SoCG) یک کنفرانس علمی معتبر در حوزه هندسه محاسباتی است. امروزه، مخفف این کنفرانس به نام «ساسیج» تلفظ می‌شود. این سمپوزیوم در سال ۱۹۸۵ تأسیس شد و کمیته برنامه‌ریزی آن شامل دیوید دابکین، جوزف او'رورک، فرانکو پرپاراتا و گادفرید توسان بود؛ جوزف او'رورک ریاست کنفرانس را برعهده داشت.
این سمپوزیوم ابتدا توسط گروه‌های علاقه‌مند خاص SIGACT و SIGGRAPH از انجمن ماشین‌های محاسباتی (ACM) حمایت می‌شد. اما در سال ۲۰۱۴ به دلیل مشکلات مربوط به سازماندهی کنفرانس‌های ACM خارج از ایالات متحده و امکان انتقال به سیستم انتشار دسترسی آزاد، این سمپوزیوم از ACM جدا شد. از سال ۲۰۱۵، مقالات کنفرانس توسط نشریه بین‌المللی لایبنیتز در علوم اطلاع‌رسانی منتشر می‌شود. از سال ۲۰۱۹، این کنفرانس تحت نظارت انجمن تازه‌تأسیس هندسه محاسباتی سازماندهی می‌شود.
در ارزیابی کیفیت کنفرانس‌ها در سال ۲۰۱۰ توسط شورای تحقیقات استرالیا، این سمپوزیوم به عنوان "رده A" رتبه‌بندی شد.